# Ørum (Norddjurs)
Ørum is een plaats in de Deense regio Midden-Jutland, gemeente Norddjurs, en telt 750 inwoners (2007).